# Liste der Gemeindeverbände im Département Loire
Das Département Loire liegt in der Region Auvergne-Rhône-Alpes in Frankreich. Es untergliedert sich in 11 Gemeindeverbände.
Siehe auch: Liste der Gemeinden im Département Loire

## Gemeindeverbände

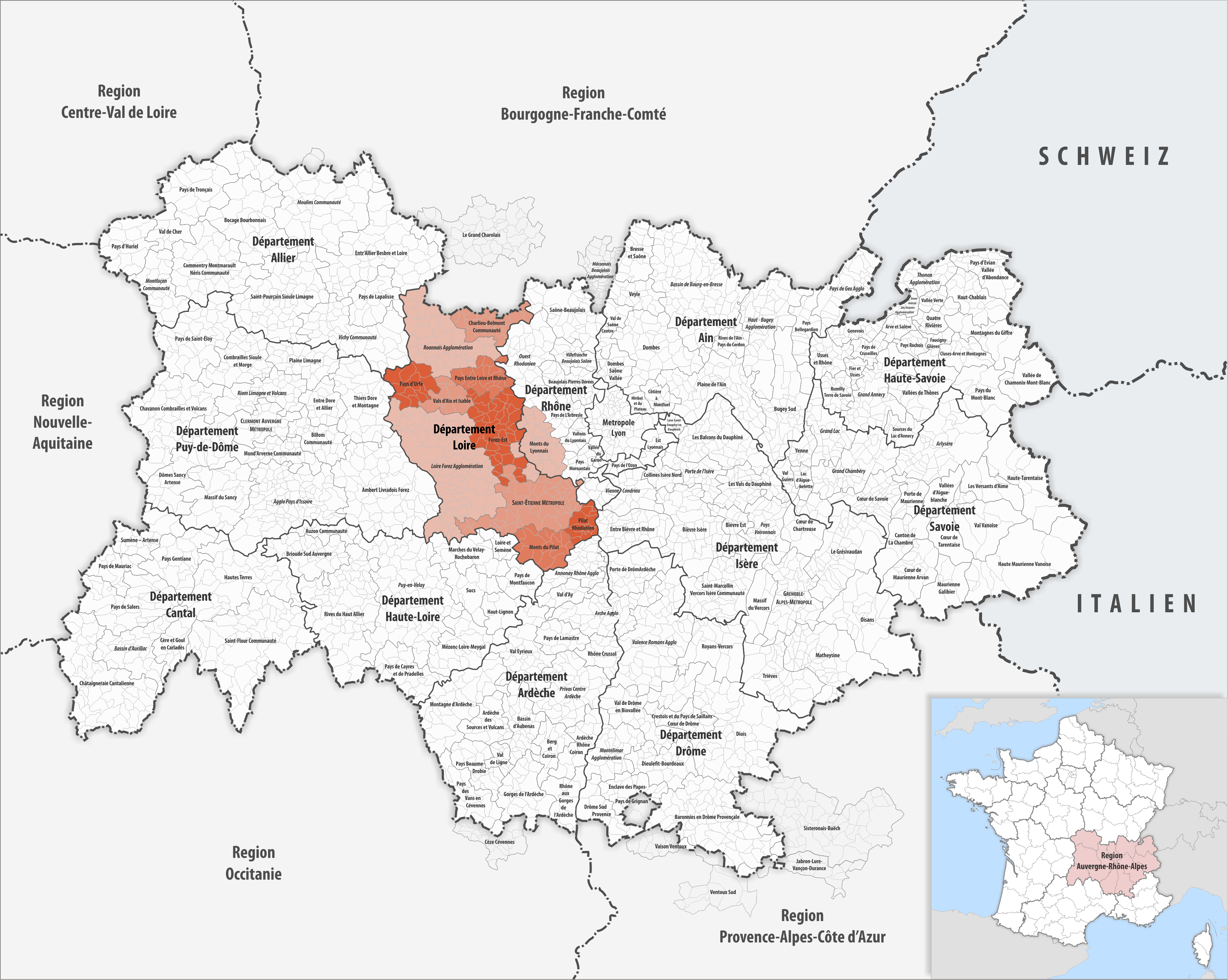
Gemeindeverbände im Département Loire

| Gemeindeverband             | Gemeinden im Départ./Verband | Einwohner 1. Januar 2022 | Fläche km² | Dichte Einw./km² | SIREN- Nummer | Rechtsform                 | Gründungsdatum     |
| --------------------------- | ---------------------------- | ------------------------ | ---------- | ---------------- | ------------- | -------------------------- | ------------------ |
| Charlieu-Belmont Communauté | 25/25                        | 23.400                   | 279,91     | 84               | 200 035 202   | Communauté de communes     | 11. Dezember 2012  |
| Forez-Est                   | 42/42                        | 64.654                   | 553,02     | 117              | 200 065 894   | Communauté de communes     | 29. September 2016 |
| Loire Forez Agglomération   | 84/84                        | 112.261                  | 1.320,98   | 85               | 200 065 886   | Communauté d’agglomération | 29. September 2016 |
| Monts du Lyonnais           | 7/32                         | 35.237                   | 396,90     | 89               | 200 066 587   | Communauté de communes     | 10. Oktober 2016   |
| Monts du Pilat              | 16/16                        | 15.463                   | 306,79     | 50               | 244 200 622   | Communauté de communes     | 27. Dezember 1993  |
| Pays Entre Loire et Rhône   | 16/16                        | 14.105                   | 251,59     | 56               | 244 200 630   | Communauté de communes     | 18. Dezember 1993  |
| Pays d’Urfé                 | 11/11                        | 5.104                    | 256,07     | 20               | 244 200 820   | Communauté de communes     | 28. Juni 1996      |
| Pilat Rhodanien             | 14/14                        | 16.953                   | 144,15     | 118              | 244 200 895   | Communauté de communes     | 10. Dezember 2008  |
| Roannais Agglomération      | 40/40                        | 101.851                  | 689,28     | 148              | 200 035 731   | Communauté d’agglomération | 18. Dezember 2012  |
| Saint-Étienne Métropole     | 53/53                        | 407.700                  | 723,50     | 564              | 244 200 770   | Métropole                  | 13. Dezember 2000  |
| Vals d’Aix et Isable        | 12/12                        | 5.943                    | 196,30     | 30               | 244 200 614   | Communauté de communes     | 22. Dezember 1993  |